# Армянское кладбище (Москва)
Армянское Ваганьковское кладбище — кладбище, расположенное в Пресненском районе города Москвы по улице Сергея Макеева, 12. Находится напротив Ваганьковского кладбища,  является его филиалом и называется армянским участком.

## Описание

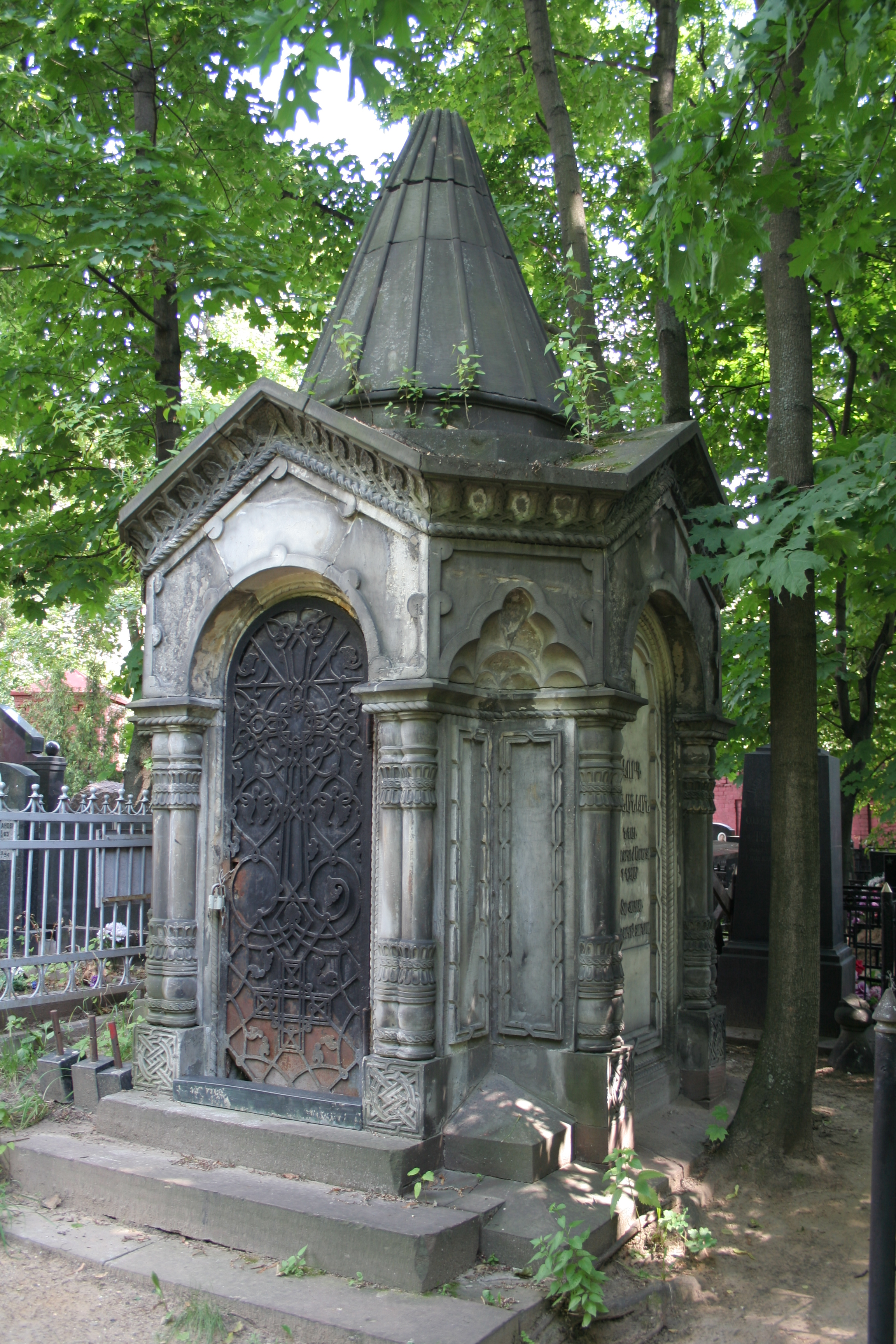
Старые надгробия на Армянском кладбище в Москве, 2009 год

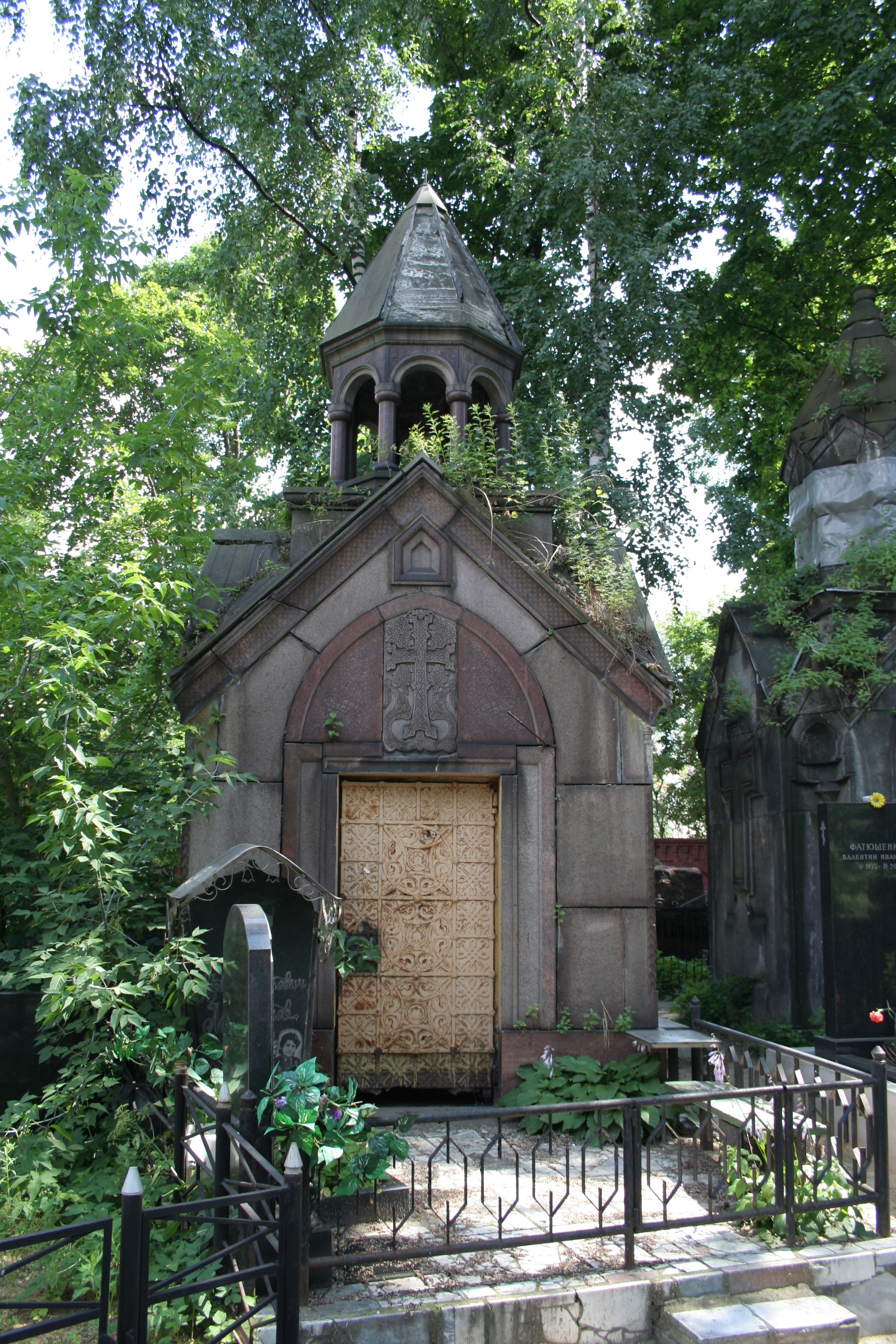
Старые надгробия на Армянском кладбище в Москве, 2009 год

Кладбище имеет форму правильного ромба, обнесённого кирпичной стеной с башнями, и насчитывает более 10 000 погребений. На нём похоронены многие выдающиеся деятели различных областей науки и искусства, банкиры, коммерсанты, защитники Москвы в Великую Отечественную войну.
Кладбище разделено аллеями и дорожками на 7 участков, главные дорожки заасфальтированы. Самое старое захоронение из сохранившихся датируется 1818 годом. До революции 1917-го фамилии усопших на могилах писали как на армянском, так и на русском языке. В советское время, как правило, на русском. Большинство могил относится к концу XIX — началу XX века.
Под государственной охраной находятся 12 старинных надгробий и семейных склепов. Среди них:
- Обелиск 1844 года над могилой графа А. А. Лорис-Меликова.
- Надгробия — хачкары на могиле князя Д. С. Мелик-Беглярова 1913-го.
- Усыпальницы рода Анановых в северо-восточной части кладбища: три часовни в традиционном армянском стиле[4].
- Надгробие 1911—1912-х нефтепромышленника Николая Тарасова — памятник скульптуры эпохи модерна работы Николая Андреева. Скульптура была полностью утрачена, кроме головы Тарасова, хранившейся в музее МХАТа. В 1991-м была установлена копия работы Юрия Орехова и Сурена Григорьевич Мальяна[5].

## История
Первое армянское кладбище в Москве располагалось в районе дома № 20 на Большой Грузинской улице и называлось «Армянским Пресненским кладбищем». В 1746 году на территории кладбища построили первую армянскую церковь Успения Пресвятой Богородицы (Сурб Мариам Аствацацин). Пресненское кладбище и церковь снесли в 1930-м. Долгое время на этом месте находился пустырь, а в 1960-е его застроили жилыми домами.
Существует две версии основания современного кладбища. Согласно первой, оно появилось в конце XVIII века — у входа на кладбище стоит серая гранитная плита с надписью на армянском и русском языках «Памятник архитектуры „Армянское кладбище“. Некрополь XVIII — XIX веков. Охраняется государством». Согласно второй версии, кладбище основано указом Московского губернского правления правления от 21 апреля 1805 года по прошению попечителя армянских церквей Москвы, представителя знаменитого дворянского рода Лазаревых (Лазарянов) — Минаса Лазарева. Под кладбище был отведён участок земли площадью 2,22 гектара.
В 1808-м на кладбище начали строительство церкви. Эту, уже третью армянскую церковь соорудили «иждивением… двух братьев: Мины и Иоакима Лазаревичей Лазаревых… в лето… 1815-е июня 1 дня, в первопрестольной столице Москве». В 1859 году на средства промышленника И. М. Касперова кладбище обнесли кирпичной стеной и башнями по проекту архитектора Михаила Быковского. Это была первая в Москве каменная кладбищенская ограда. А владельцы «Банкирского дома братьев Джамгаровых» в 1903 году построили в северной части кладбища Поминальный дом.
В советское время Поминальный дом использовали в качестве склада для хранения гробов. В 1996 году его вернули верующим, и уже в 1997-м братья Левон, Владимир и Макар Айрапетяны провели в нём реставрацию в память о родителях и соотечественниках, покоящихся на Армянском кладбище.
Слева от входа на кладбище в 1998 году соорудили памятник «Оставленным могилам» с надписью на белой каменной доске: «Возведённый в честь тех, кого уже нет в живых и чьи места последнего приюта недоступны для поклонения родными и близкими». В центре башенной ниши находится мемориал: на подиуме с четырьмя ступенями и на фоне каменных плит с изображением орла, крестов и пятиконечных звёзд стоит девушка в плащ-накидке, она бережно удерживает перед собой крест — хачкар. На фоновой плите вырезан текст: «Сооружение по замыслу и на средства профессора Григория Аркадьевича Габриэлянца. Скульптор — Фрид Согоян, 1998». К нему приходят армяне-беженцы, которые вынуждены были оставить свои родные края и могилы близких, и здесь также можно возложить цветы и почтить память усопших в чужой стране.
На протяжении двадцати лет ежедневно напротив Поминального дома играют на дудуках два музыканта: Жора Саркисян и Борис Тавакалян.
В 2017 году на территории захоронения обновили дорожное покрытие в рамках программы по благоустройству территорий кладбищ.

## Церковь Святого Воскресения

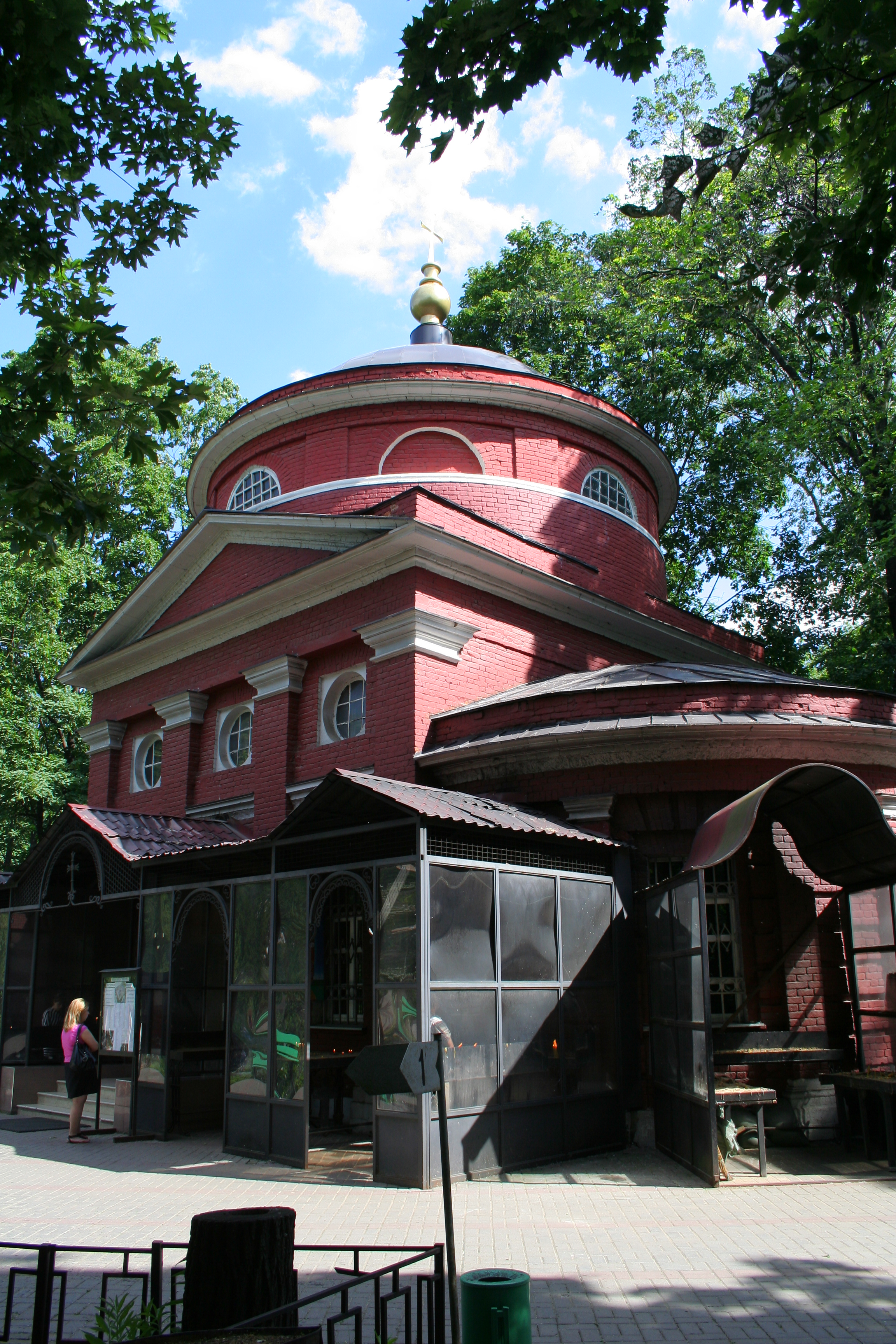
Церковь Святого Воскресения на Армянском кладбище, 2010 год

Церковь Святого Воскресения (Сурб Арутюн) сохранилась до наших дней. В советское время здание отдавали под гранитную мастерскую, но в 1956-м её вернули прихожанам ААЦ. Вновь храм открылся 5 мая 1956 года. Во внешней части здания выделено место для свечей верующих, там же расположены иконы. Вход украсили резными изображениями ангелов и святых. Около церкви поставили каменный крест — хачкар, посвящённый трагическим событиям в истории армянского народа: памяти погибших во время Геноцида армян, жертвам погромов в Азербайджане, жертвам сталинских репрессий и катастрофического землетрясения в Армении в 1988 году. К кресту по траурным дням возлагаются венки.
Архитектура церкви напоминает о направлениях зодчества первой четверти XIX века. На конфессиональную принадлежность классического храма церкви указывает хачкар над главным входом и отсутствие иконостаса. Алтарь установлен на возвышении. В кладбищенскую церковь перенесли тела погребённых в ней членов семьи Лазаревых. Они покоятся под зданием церкви в фамильной усыпальнице с могилами 23 её представителей, в настоящее время замурованной. Семья Лазаревых сыграла большую роль в истории армянского национально-освободительного движения в XVIII — XIX века и в присоединении Восточной Армении к России.
В церкви нет колокольни: до середины XIX века колокольный звон в армянских церквях Москвы и Петербурга был запрещён из-за расхождения дат церковных календарных праздников с православными.
В последние годы стало принято приглашать священника для отпевания умершего. Обряд проходит по канонам Армянской церкви сначала дома, потом на могиле. На кладбище, прежде чем предать тело земле, священник благословляет могилу, воскуряет ладан. До сих пор изредка в похоронах участвуют плакальщицы, их роль исполняют дочери или невестки покойного, причём оплакивать они могут не только новопреставленного, но и тех умерших родственников, кто захоронен в других местах.

## Захоронения известных людей
- Адамов, Михаил Прокофьевич (1874—1946) — музыкант и педагог.
- Саркисов-Аллегров, Александр Григорьевич (1915—1994) — советский артист оперетты и цирка, заслуженный артист РСФСР и АзССР.
- Бабаев, Андрей Аванесович (1923—1964) — композитор[13].
- Джамгаров, Исаак Исаакович (1845—1901) — банкир, меценат.
- Джаншиев, Григорий Аветович (1851—1900) — публицист, историк.
- Долуханова, Зара Александровна (1918—2007) — певица, народная артистка СССР
- Душкин, Алексей Николаевич (1903—1977) — архитектор, трижды лауреат Сталинской премии, член-корреспондент Академии архитектуры СССР.
- Катин-Ярцев, Юрий Васильевич (1921—1994) — народный артист РСФСР, актёр театра и кино, театральный педагог.
- Катанян, Василий Васильевич (1924—1998) — кинодокументалист, писатель.
- Лианозов, Георгий Мартынович (1835—1907) — нефтепромышленник, меценат (могила не сохранилась)[14].
- Марич, Мария Давыдовна (1893—1961) — писательница[15].
- Майсурян, Николай Александрович (1896—1967) — академик ВАСХНИЛ, биолог.
- Матевосян, Самвел Минасович (1912—2003) — Герой Социалистического Труда, участник обороны Брестской крепости.
- Мостовщиков, Александр Михайлович (1939—1997) — журналист, заслуженный работник культуры России.
- Нагапетян, Корюн Григорьевич (1926—1999) — художник-нонконформист, лидер Московского Карабахского движения (Комитет «Карабах»).
- Назарян, Степанос (1812—1879) — общественный деятель.
- Платонов, Андрей Платонович (1899—1951) — писатель.
- Петросян, Тигран Вартанович (1929—1984) — 9-й чемпион мира по шахматам, гроссмейстер, заслуженный мастер спорта , 4-кратный чемпион Советского Союза.
- Рамзин, Леонид Константинович (1887—1948) — профессор, инженер-теплотехник, лауреат Сталинской премии.
- Румянцева, Надежда Васильевна (1930—2008) — актриса, народная артистка РСФСР.
- Сергеев, Леонид Александрович (1953—2022) — бард.
- Сибор, Борис Осипович (1880—1961) — скрипач, педагог, Заслуженный артист Республики (РСФСР).
- Таривердиев, Микаэл Леонович (1931—1996) — композитор, народный артист РСФСР, Лауреат Государственной премии СССР.
- Тарасов, Николай Лазаревич (1882—1910) — меценат, нефтепромышленник-миллионер.
- Тер-Осипян, Нина Мамиконовна (1909 — 2002) — актриса, народная артистка РСФСР.
- Туржанский, Борис Александрович (1900—1948) — Герой Советского Союза.
- Фомин, Сергей Васильевич (1917—1975) — математик и педагог, профессор МГУ.
- Чайковский, Борис Александрович (1925—1996) — композитор, народный артист СССР, Лауреат Государственной премии СССР.
- Шагинян, Мариэтта Сергеевна (1888—1982) — писательница, Герой Социалистического Труда, лауреат Ленинской премии[16].

## Галерея

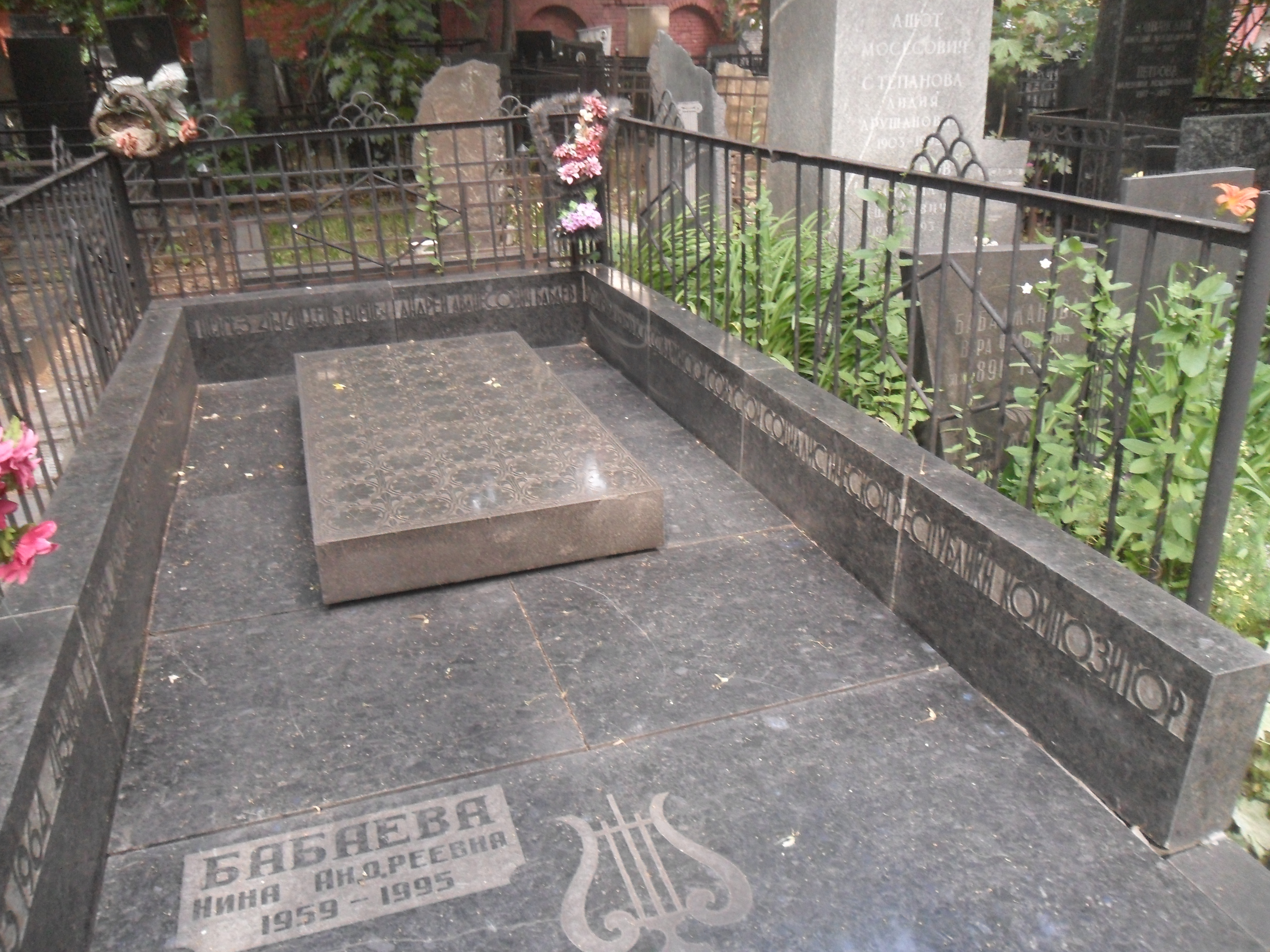
Могила композитора Андрея Бабаева
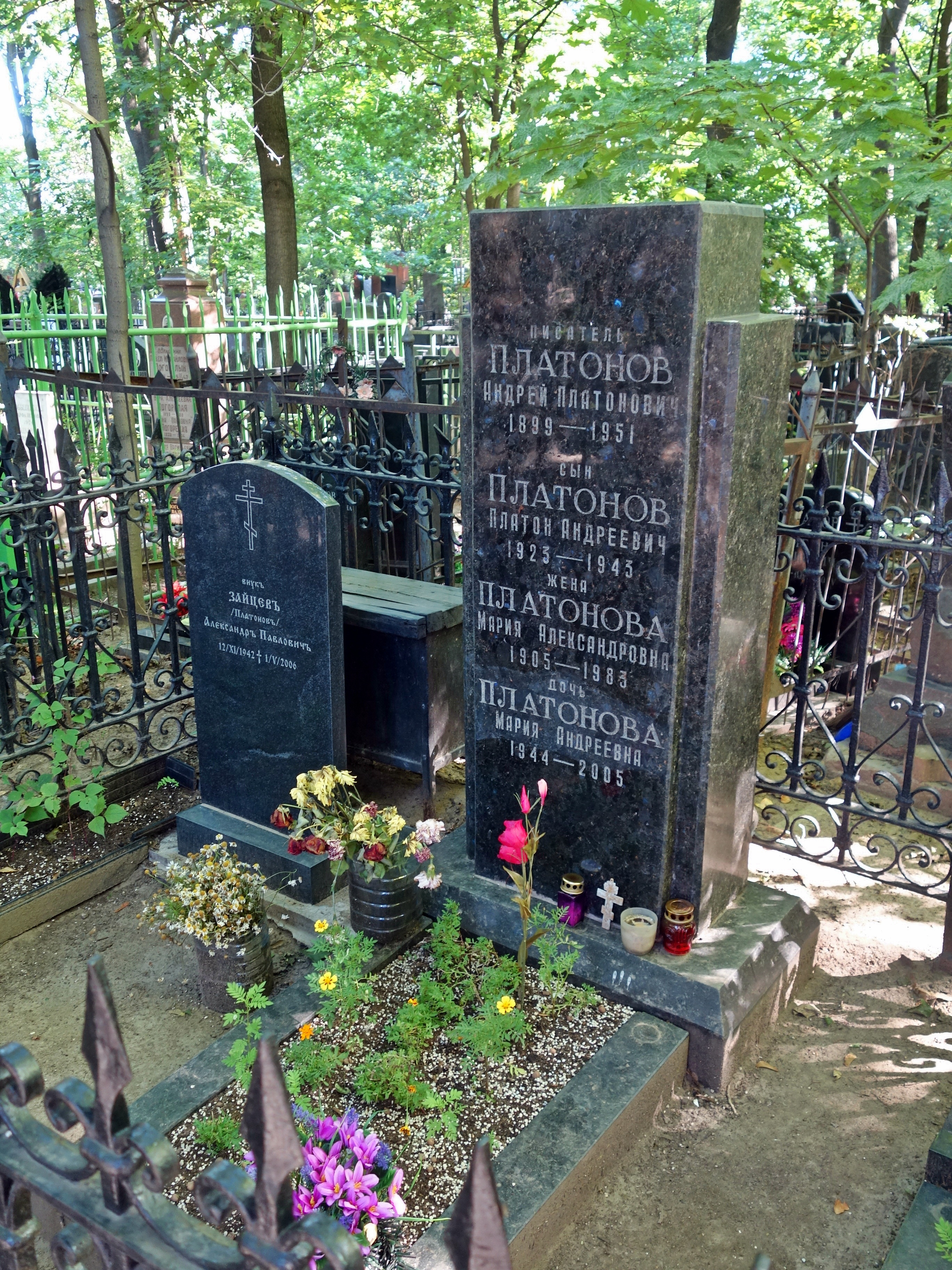
Могила А. П. Платонова, 2015 год
Могила народного артиста СССР Павла Лисициана
Могила Ю. В. Катина-Ярцева
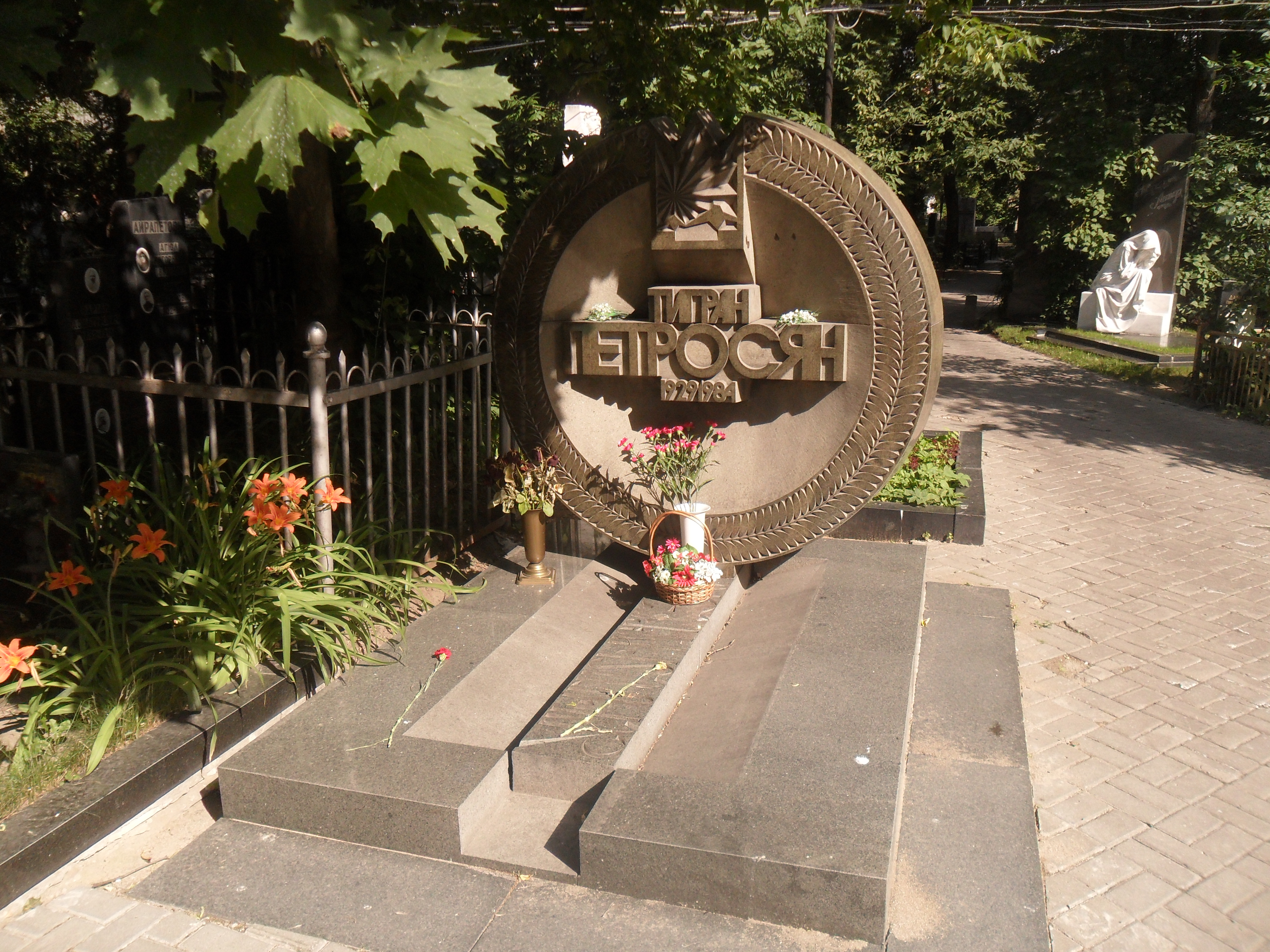
Могила шахматиста Тиграна Петросяна